# Röck István (gyáros, 1775–1850)
Röck István, Reck (Kőszeg, 1775. december 22. – Pest, 1850. február 26.) szitásmester, gépgyáros, ipari úttörő, Röck István János édesapja.

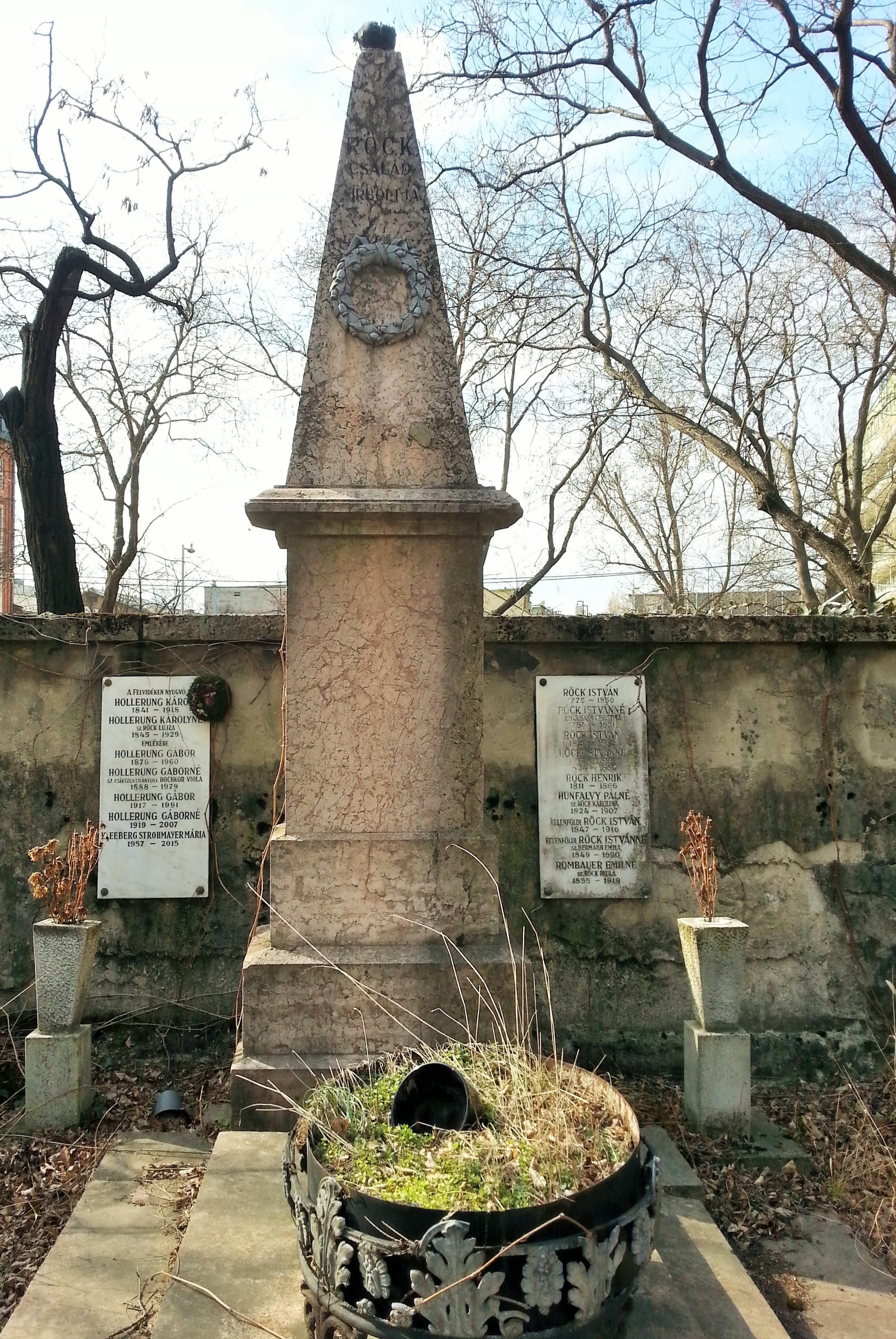
Sírja a Fiumei úti sírkertben

## Élete
Apja, Röck (Reck) Pál, szitásmester volt, anyja Kneöbel Zsuzsanna. Röck István szita- és rostakészítő segédlevelet szerzett, majd 1802-ben Pestre költözött. A kötelező polgáreskü letétele után hamarosan a Váci utcában megnyitotta műhelyét, későbbi legendás gyárának elődjét, melynek jogutódja ma Európa egyik meghatározó energetikai berendezéseket előállító vállalata.
1804-ben nyitotta meg Pesten, a Szervita téren drótfonat-, szita- és rostagyártó műhelyét, melyet 1816-tól kezdve fokozatosan mezőgazdasági gépek gyártására alakított át.
Hamarosan meg is megnősült; felesége, Marmann Krisztina (1784-1831), pozsonyi polgári családból származott, kinek hozományából megnagyobbította műhelyét, és segédeket is felvett. Üzlete beindult, Röck alig másfél évtized múlva házat vett a Szervita téren, ahol tovább bővítette műhelyét és növelte termelését is. Készítményei eljutottak Szerbiába, Romániába és Törökországba is.
Négy fia közül a mesterséget a negyedik fiú, István János folytatta, aki külföldi tanulóévei befejezése után 1841-ben vette át a vállalkozást visszavonuló apjától. A cég forgalmát még jobban fellendítette, és tovább terjeszkedett: a (mai) Petőfi Sándor utcában is kibérelt egy helyiséget, raktárnak és boltnak. 1842-ben társult a jó hírű lakatosmesterrel, Vidats Istvánnal, és közös műhelyt nyitottak a Wenckheim-palota, azaz a mai Szabó Ervin könyvtár helyén, ahol boronák és kisebb malomfelszerelések gyártásába fogtak. A szabadságharc után Vidatsot (aki fiával honvédként Világosig követte Görgeyt) előbb halálra ítélték, utóbb bebörtönözték, ezért a műhely egy időre bezárt. Az ifjú Röck csak 1851-ben, apja halála után egy évvel indította újra.
1850-ben, 75 éves korában Pesten érte a halál. Sírja a Kerepesi úti temető Bal falsírbolt, 36. található.
Az általa beindított Drótfonat-, szita- és rostagyártó üzem, majd Röck István Gépgyár ma Pest egyik legöregebb gyára. A legendás üzem Budafoki úti épületeiben ma már nem termelnek, tulajdonosa azonban továbbra is őrzi a történelmi nevet.

## Házassága és gyermekei
Felesége, Marmann Krisztina (1784–1831) úrnő volt. Házasságukból négy fiúgyermeke született. Köztük:
- Röck Henrik (1811–1866). Neje, Beck Erzsébet.
- Röck István János (1812–1882), gépgyáros, fővárosi bizottsági tag.
- Röck György (1817–1819)
- Röck Karolina (1824–1907) Férje, Hunfalvy Pál.
- Röck Zsuzsanna. Férje, Glatz Jakab.
- Röck Frigyes